# Браун, Эддисон
Эддисон Браун (англ. Addison Brown, 21 февраля 1830 — 9 апреля 1913) — американский ботаник, федеральный судья США.

## Биография
Эддисон Браун родился 21 февраля 1830 года.
В 1852 году он окончил Гарвардский университет. В 1854 году окончил Гарвардскую школу права, где он получил степень бакалавра. Он был судьёй окружного суда США Южного округа Нью-Йорка. Завершил свою карьеру 30 августа 1901 года и вышел на пенсию. Он был одним из основателей Нью-Йоркского ботанического сада (1891) и опубликовал несколько научных работ по ботанике.
Эддисон Браун умер 9 апреля 1913 года в Нью-Йорке.

## Научные работы
- An illustrated flora of the northern United States: Canada and the British possessions from Newfoundland to the parallel of the southern boundary of Virginia, and from the Atlantic ocean westward to the 102d meridian, three volumes. 1896—1898[2], новое издание — 1913[3][4].
- The Elgin Botanical Garden and its Relation to Columbia College and the New Hampshire Grants. 1908.